# Carlos Sastre
Carlos Sastre Candil, španski kolesar, * 22. april 1975, Madrid.
Carlos Sastre je nekdanji španski profesionalni kolesar, znan kot močan in trden specialist za gorske dirke, po napredku v vožnji na čas pa je postal tudi možni kandidat za navišja mesta v skupni razvrstitvi na velikih dirkah. Svoj doslej največji uspeh je doživel s skupno zmago na Touru 2008.
Po koncu sezone 2011 je končal aktivno športno kariero.

## Biografija
Svojo prvo profesionalno pogodbo je Sastre podpisal leta 1997 s špansko ekipo ONCE, kjer je v petletnem obdobju služil v glavnem kot pomočnik za dobrobit svoje ekipe in ekipnega vodje, čeprav je z več dobrimi rezultati na gorskih etapah pokazal svojo moč. Tako je leta 2000 na Vuelti zmagal v skupni razvrstitvi za »kralja gora«. 
Leta 2002 je presedlal k danski ekipi Team CSC, kjer je dobil vodilno vlogo na Vuelti in  do leta 2005 tudi vlogo prostega kolesarja na Touru. Pred sezono 2004 je skupaj s sotekmovalcem v moštvu Ivanom Bassom znatno treniral na izboljšanju samostojne vožnje na čas. Skupaj sta odšla tudi v Boston na Tehnološki inštitut, kjer sta trenirala v vetrnem kanalu. Tako je na Touru 2004 zasedel 8. mesto, prav tako ga je izboljšal na Vuelti, ki jo je končal na 6. mestu.
Na Touru 2005 je bil vezan na vlogo pomočnika za Ivana Bassa in končal na skupnem 21. mestu. Sastre je končno stopil na stopničke velikih dirk na Vuelti istega leta, ko je končal na tretjem mestu, za Denisom Menčovom in prvotnim zmagovalcem Robertom Herasom, ki pa je bil kasneje diskvalificiran zaradi pozitivnega testa na EPO, kar ga je dejansko postavilo na skupno drugo mesto.

### 2006
Pred Girom maja 2006 se je Sastre odločil pomagati Bassu pri osvojitvi prvega mesta, kar mu je z dobrim ritmom na gorskih etapah tudi uspelo. Sam je pri tem osvojil skupno 43. mesto.
V času pred Tourom julija 2006 je njegova ekipa suspendirala Bassa, ko se je njegovo ime pojavilo na dopinškem seznamu med Operación Puerto. S tem je Sastre postal vodja ekipe za Tour 2006, na katerem se je dokazal kot najmočnejši gorski kolesar (merjeno zgolj med vzponi).. V skupni razvrstitvi je zaostal zgolj za Floydom Landisom, Óscarjem Pereirom in Andreasom Klödnom, pri čemer je bil prvotnemu zmagovalcu Landisu kasneje odvzet primat.
S končanjem Vuelte je Sastre postal eden redkih »rasnih žrebcev«, ki so končali vse tri velike dirke v enem letu.

### Tour de France 2008
V letu 2008 se je Sastre na Touru uvrstil v ožji krog favoritov za skupno zmago. Po mirnem neblestečem začetku je ostal zadržan tudi na gorskih etapah v Pirenejih, ko je zgolj sledil svojim glavnim tekmecem. To je omogočilo njegovemu sotekmovalcu v ekipi Fränku Schlecku, da je na cilju 15. etape na Prato Nevosu oblekel rumeno majico. Ključni del Toura je bil zadnji vzpon na Alpe d'Huez v 17. etapi, kjer je Sastre v samostojnem pobegu pokazal svojo moč in zmagal s prednostjo več kot dveh minut pred glavnimi zasledovalci, s čimer je tudi prevzel skupno vodstvo. Slednjega je obdržal tudi po samostojnem kronometru pred zadnjo etapo Toura, ki se je končala s ciljnim šprintom na Elizejskih poljanah in s Sastrejem kot skupnim zmagovalcem Toura. 

## Največji uspehi
| Uvrstitev  | Vrsta dirke                  | Sezona | Država   |
| ---------- | ---------------------------- | ------ | -------- |
| kralj gora | Vuelta a España              | 2001   | Španija  |
| 8. mesto   | Vuelta a España              | 2001   | Španija  |
| 1. mesto   | 3. etapa na dirki po Burgosu | 2001   | Španija  |
| 20. mesto  | Tour de France               | 2001   | Francija |
| 10. mesto  | Tour de France               | 2002   | Francija |
| 1. mesto   | 13. etapa Tour de France     | 2003   | Francija |
| 9. mesto   | Tour de France               | 2003   | Francija |
| 8. mesto   | Tour de France               | 2004   | Francija |
| 6. mesto   | Vuelta a España              | 2004   | Španija  |
| 21. mesto  | Tour de France               | 2005   | Francija |
| 2. mesto   | Vuelta a España              | 2005   | Španija  |
| 1. mesto   | 1. etapa Escalada e Montjuïc | 2005   | Španija  |
| 43. mesto  | Giro d'Italia                | 2006   | Italija  |
| 1. mesto   | 17. etapa Tour de France     | 2006   | Francija |
| 3. mesto   | Tour de France               | 2006   | Francija |
| 4. mesto   | Vuelta a España              | 2006   | Španija  |
| 1. mesto   | Klasika Primavera            | 2006   | Španija  |
| 4. mesto   | Tour de France               | 2007   | Francija |
| 2. mesto   | Vuelta a España              | 2007   | Španija  |
| 1. mesto   | 17. etapa Tour de France     | 2008   | Francija |
| 1. mesto   | Tour de France               | 2008   | Francija |
| 3. mesto   | Vuelta a España              | 2008   | Španija  |
| 3. mesto   | Giro d'Italia                | 2009   | Italija  |
| 3. mesto   | Clásica de San Sebastián     | 2010   | Španija  |
| 3. mesto   | Dirka po Avstriji            | 2011   | Avstrija |